# Nastasia Noens
Nastasia Noens (Nizza, 12 settembre 1988) è un'ex sciatrice alpina francese.

## Biografia

### Stagioni 2004-2014
Originaria di Annecy e attiva dal dicembre del 2003, la Noens ha esordito in Coppa Europa il 14 gennaio 2005 a Megève in discesa libera (46ª). Divenuta slalomista pura, ha fatto il suo esordio in Coppa del Mondo l'11 novembre 2006 a Levi (26ª), ha ottenuto il primo podio in Coppa Europa il 22 febbraio 2008 a Candanchú (3ª) e ai successivi Mondiali juniores di Formigal 2008 ha vinto la medaglia di bronzo.
Ai Mondiali di Val-d'Isère 2009, sua prima presenza iridata, si è classificata 13ª e ai XXI Giochi olimpici invernali di Vancouver 2010, suo debutto olimpico, si è piazzata al 29º posto. L'11 gennaio 2011 ha conquistato il primo podio in Coppa del Mondo, chiudendo al 3º posto lo gara disputata a Flachau; il 9 febbraio 2011 ha ottenuto a Courchevel la prima vittoria in Coppa Europa e ai successivi Mondiali di Garmisch-Partenkirchen 2011 è stata 9ª, mentre a quelli di Schladming 2013 si è classificata 19ª e ai XXII Giochi olimpici invernali di Soči 2014 è stata 7ª.

### Stagioni 2015-2023
Ai Mondiali di Vail/Beaver Creek 2015 si è piazzata 9ª; ha conquistato l'ultimo podio in Coppa del Mondo il 15 febbraio 2016 a Crans-Montana (2ª) ma il mese successivo ha subito a Sankt Moritz un grave infortunio che ne avrebbe condizionato il prosieguo della carriera. Ai Mondiali di Sankt Moritz 2017 ha vinto la medaglia d'oro nella gara a squadre (partecipando come riserva) e si è classificata 12ª nello slalom speciale, mentre ai XXIII Giochi olimpici invernali di Pyeongchang 2018 si è piazzata al 20º posto. Ha conquistato l'ultima vittoria in Coppa Europa, nonché ultimo podio, il 4 dicembre 2018 a Trysil; ai successivi Mondiali di Åre 2009 è stata 13ª, mentre a quelli di Cortina d'Ampezzo 2021 si è classificata 11ª. 
Ai XXIV Giochi olimpici invernali di Pechino 2022, sua ultima presenza olimpica, si è piazzata 19ª e ai Mondiali di Courchevel/Méribel 2023, suo congedo iridato, è stata 15ª. Si è ritirata al termine di quella stessa stagione 2022-2023: la sua ultima gara in Coppa del Mondo è stata quella disputata a Åre l'11 marzo, che non ha completato, mentre la sua ultima gara in carriera è stata lo slalom speciale dei Campionati francesi 2023, il 26 marzo a Les Orres, nel quale la Noens ha conquistato per la nona volta un titolo nazionale.

## Palmarès

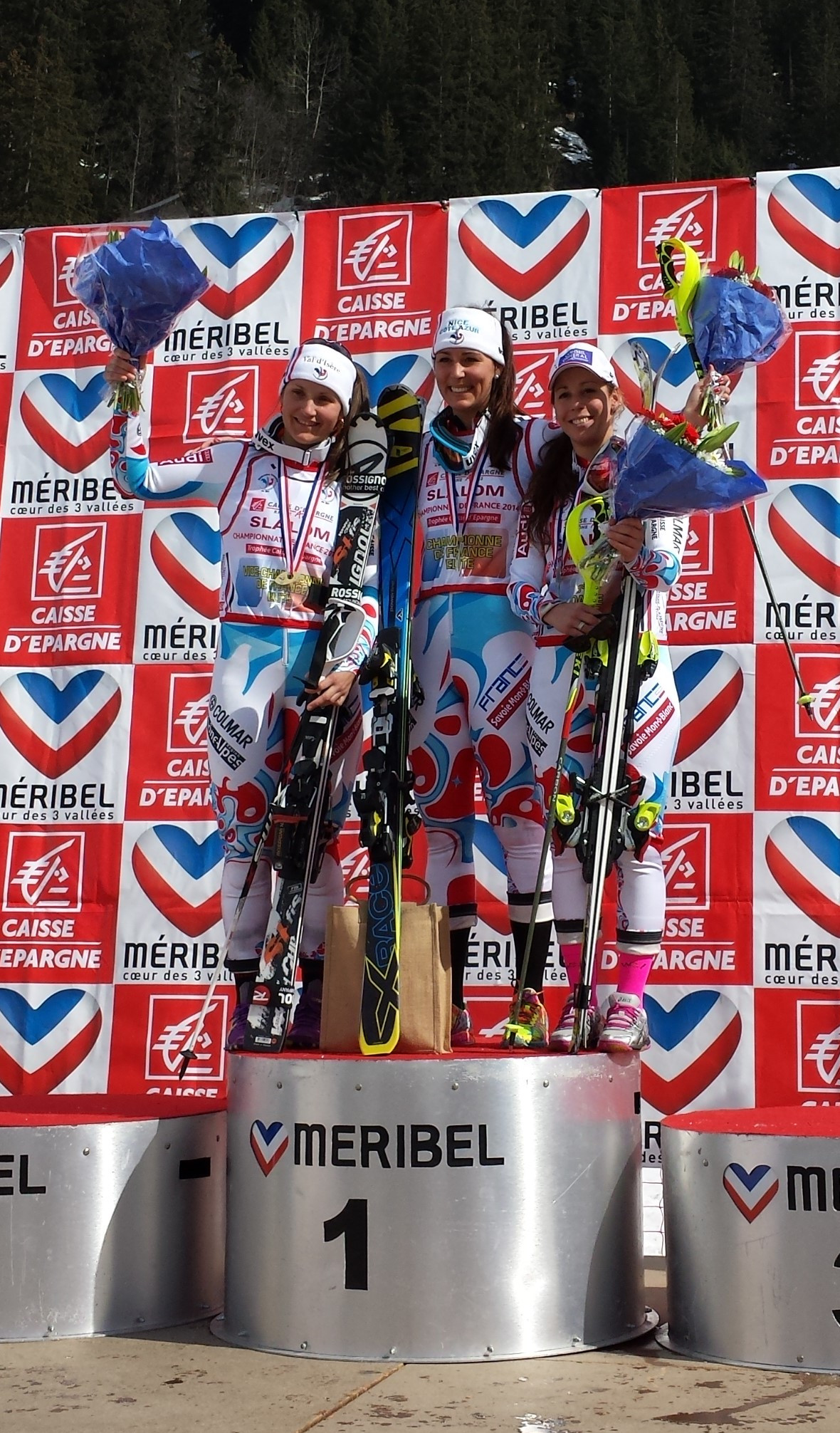
Nastasia Noens (oro, al centro) a Méribel sul podio dello slalom speciale dei Campionati francesi 2014 con Anémone Marmottan (argento, a sinistra) e Marion Bertrand (bronzo, a destra)

### Mondiali
- 1 medaglia:
  - 1 oro (gara a squadre a Sankt Moritz 2017)

### Mondiali juniores
- 1 medaglia:
  - 1 bronzo (slalom speciale a Formigal 2008)

### Coppa del Mondo
- Miglior piazzamento in classifica generale: 24ª nel 2011
- 3 podi:
  - 1 secondo posto
  - 2 terzi posti

### Coppa Europa
- Miglior piazzamento in classifica generale: 19ª nel 2014
- 11 podi:
  - 5 vittorie
  - 4 secondi posti
  - 2 terzi posti

#### Coppa Europa - vittorie
| Data             | Località   | Paese    | Specialità |
| ---------------- | ---------- | -------- | ---------- |
| 9 febbraio 2011  | Courchevel | Francia  | SL         |
| 1º marzo 2011    | Zakopane   | Polonia  | SL         |
| 7 marzo 2013     | Lenggries  | Germania | SL         |
| 15 dicembre 2014 | Zinal      | Svizzera | SL         |
| 4 dicembre 2018  | Trysil     | Norvegia | SL         |

Legenda:

SL = slalom speciale

### Campionati francesi
- 11 medaglie:
  - 9 ori (slalom speciale nel 2010; slalom speciale, supercombinata nel 2012; slalom speciale nel 2014; slalom speciale nel 2018; slalom speciale nel 2019; slalom speciale nel 2021; slalom speciale nel 2022; slalom speciale nel 2023)
  - 1 argento (slalom speciale nel 2015)
  - 1 bronzo (slalom speciale nel 2006)